# Pityriasis gymnocephala
Il testariccia del Borneo o corvo calvo (Pityriasis gymnocephala (Temminck, 1835)) è un uccello passeriforme della famiglia Pityriaseidae e del genere Pityriasis, nell'ambito del quale rappresenta l'unica specie ascritta.

## Etimologia
Il nome scientifico del genere, Pytiriasis, deriva dal greco πιτυριασις (pytiriasis/pituriasis, "pitiriasi") ed è dovuto all'aspetto della pelle glabra del capo, mentre il nome della specie, gymnocephala, deriva dall'unione delle parole greche γυμνος (gymnos/gumnos, "nudo") e κεφαλη (kephalē, "testa"), col significato di "dal capo nudo", in riferimento all'assenza di piume sulla testa.

## Descrizione

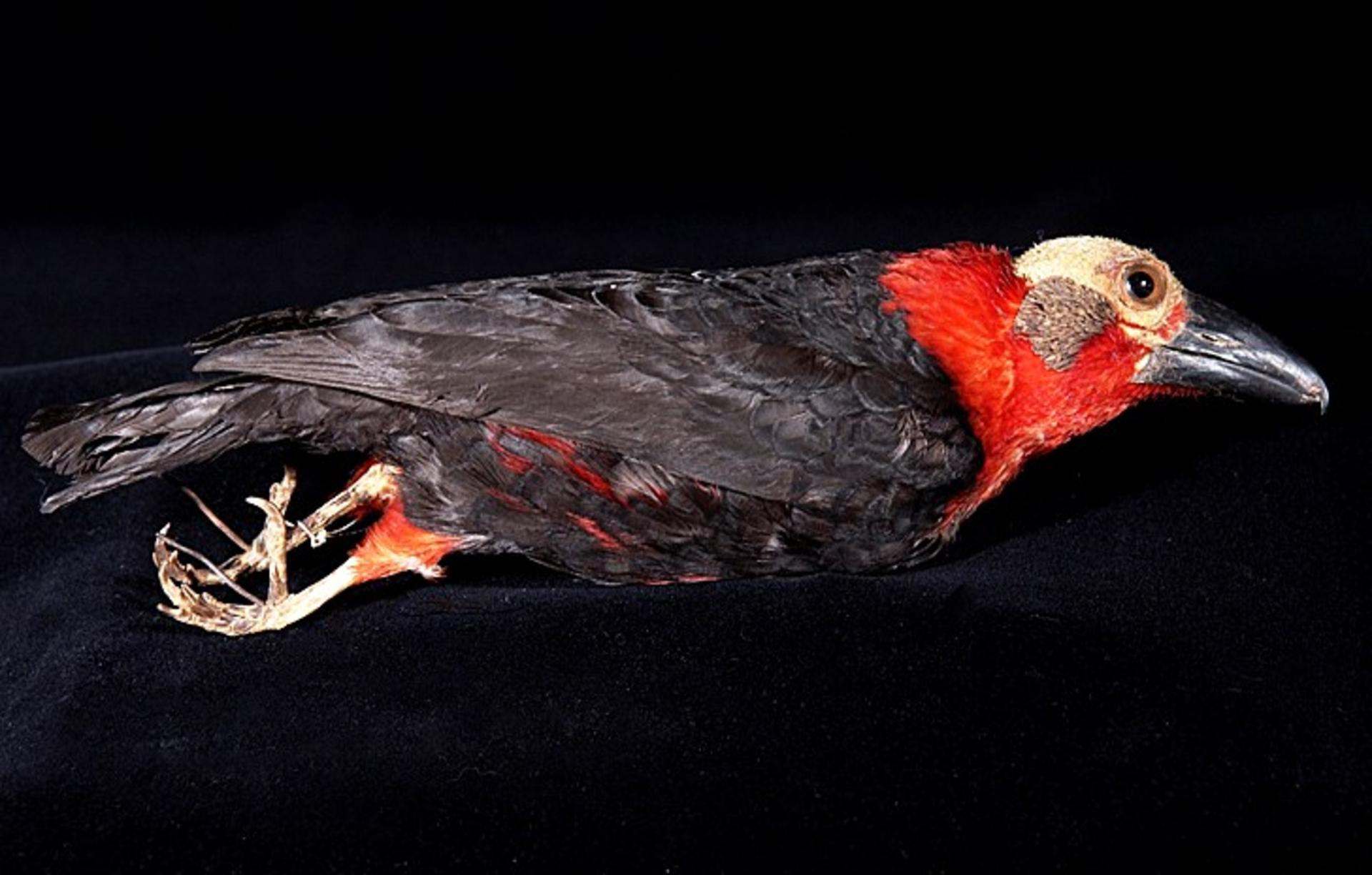
Esemplare impagliato.

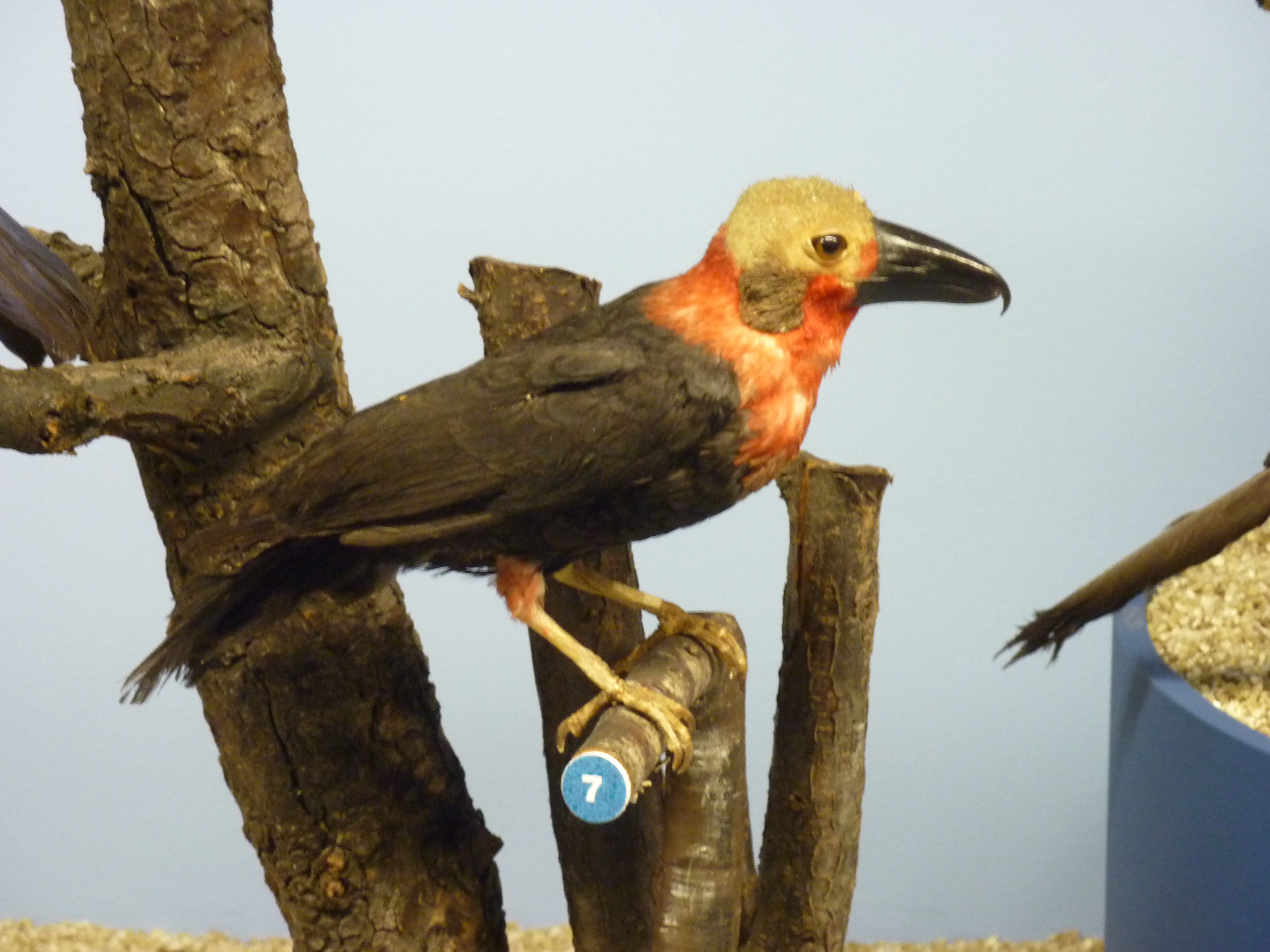
Esemplare impagliato a Ginevra.

### Dimensioni
Misura 22–26 cm di lunghezza, per 115-150 g di peso.

### Aspetto
Si tratta di uccelli dall'aspetto massiccio, muniti di becco lungo e robusto dalla punta superiore lievemente uncinata, testa arrotondata e coda corta e squadrata: nel complesso, il loro aspetto è piuttosto bizzarro, ricordando quello di un corvo dalla testa spiumata.
Il piumaggio è di colore nero con riflessi iridescenti su dorso e petto: fanno eccezione un anello di penne attorno al becco, la gola, il collo e le penne delle zampe, che sono di colore rosso carminio, e la superficie inferiore delle ali, che presenta una macchia bianca ben visibile in volo. Caratteristica peculiare di questi uccelli è la testa nuda (fatta eccezione per le zone rosse attorno al becco e sulla gola), con presenza di setole giallo-aranciate di 3–4 mm, più abbondanti e scure sulle guance, ruvide al tatto, che fruttano a questi uccelli il nome comune di "testariccia".

Il dimorfismo sessuale è presente ma non evidentissimo, con le femmine che presentano piumino rosso su petto, fianchi e ventre e "guance" nere meno estese rispetto ai maschi.
In ambedue i sessi, il becco è di colore nero, le zampe sono di color carnicino e gli occhi sono di colore bruno scuro.

## Biologia

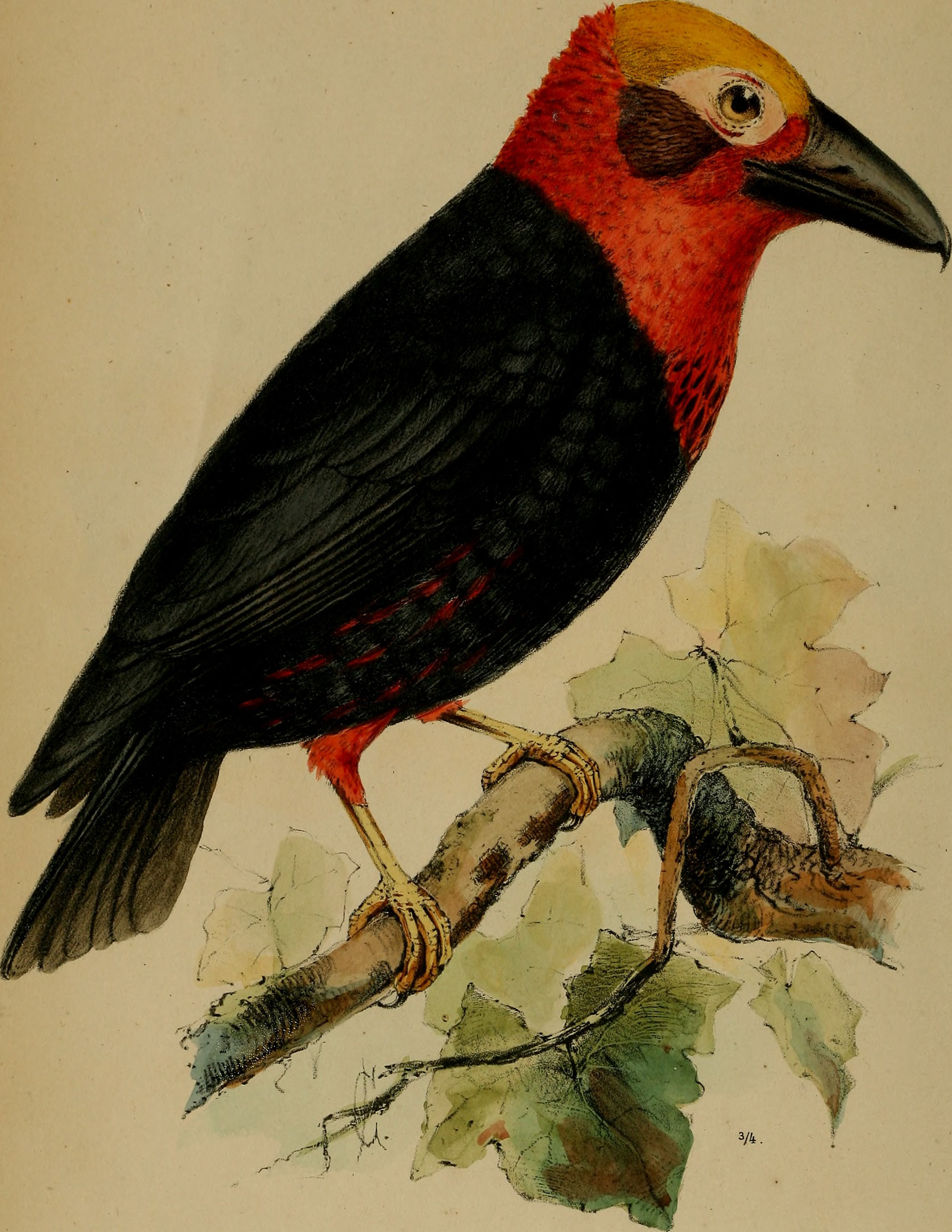
Illustrazione al Museo di storia naturale Giacomo Doria.

Si tratta di uccelli dalle abitudini diurne, timidi ma molto vocali, per cui a dispetto dei colori vivaci risulta difficile osservarli, ma molto facile sentirne i fischi e i richiami nasali e lamentosi.
Il corvo calvo passa la maggior parte della giornata alla ricerca di cibo in gruppetti familiari di 4-6 esemplari, non di rado associandosi in stormi più consistenti assieme a malcoa, timalidi, dronghi, buceri e picchi.

### Alimentazione
Questi uccelli presentano dieta in massima parte insettivora, nutrendosi di grossi insetti carnosi quali cavallette, cicale, insetti stecco e coleotteri e bruchi, nonché di frutti e bacche maturi.

### Riproduzione
La riproduzione di questi uccelli non è mai stata osservata finora: dai pochi dati finora raccolti riguardo a questo evento, la stagione riproduttiva dovrebbe estendersi da maggio a ottobre, le uova sono biancastre con rade maculature bruno-grigiastre e i piccoli vengono allevati in maniera cooperativa da più uccelli e non solo dai genitori.

## Distribuzione e habitat

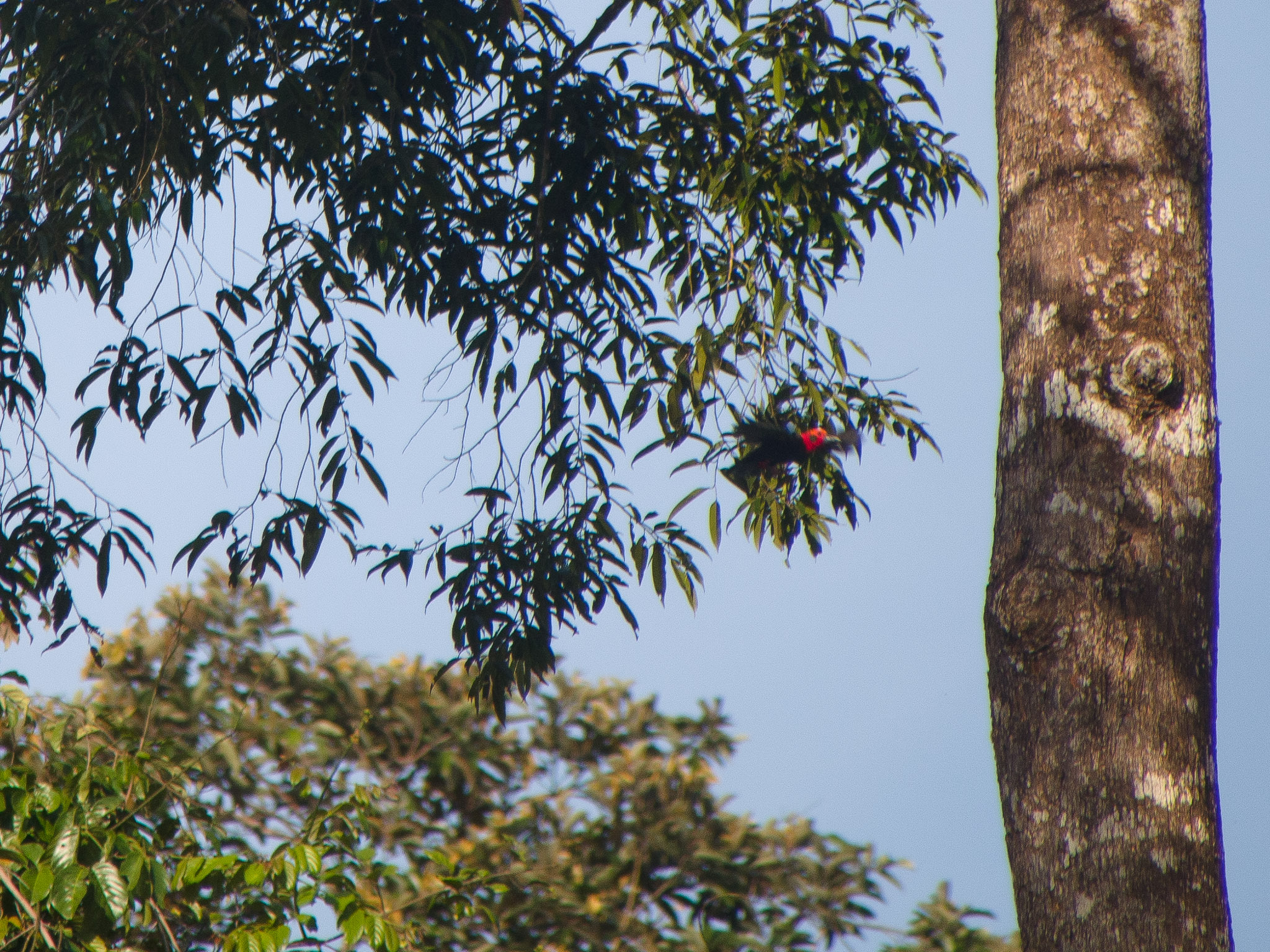
Esemplare in volo nel Sabah.

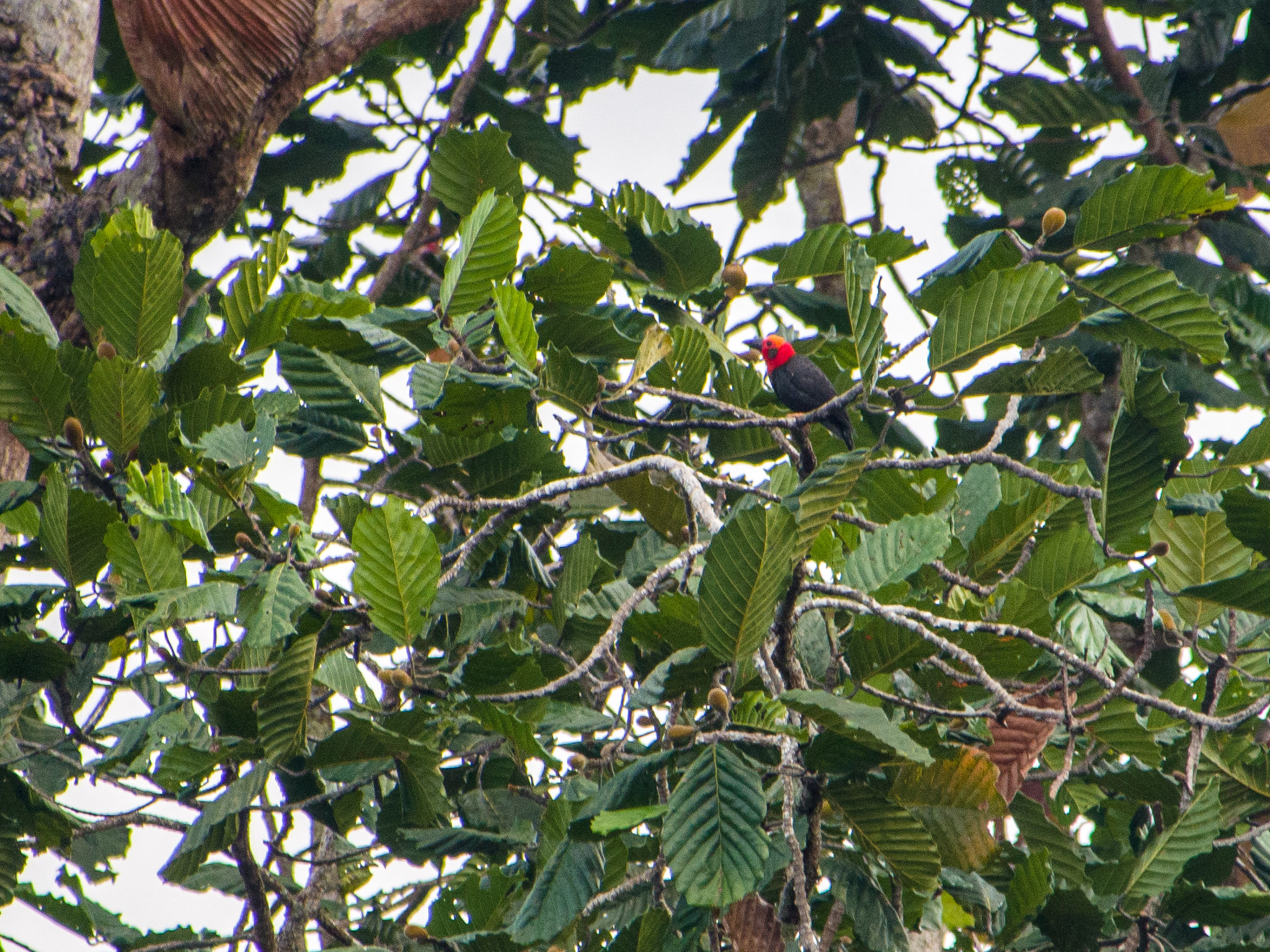
Esemplare su un ramo di fico.

La specie è endemica del Borneo, dove appare diffuso in tutta la porzione pianeggiante dell'isola fino a 1200 m di quota, sebbene la sua distribuzione appaia frammentaria e sia forse legata a movimenti stagionali.
L'habitat di questi uccelli è rappresentato dalle aree di foresta pluviale primaria e secondaria: nonostante venga tradizionalmente considerato associato ai mangrovieti, il corvo calvo preferisce la foresta torbiera a prevalenza di dipterocarpacee.

## Tassonomia
La sistematica di questi enigmatici uccelli è stata piuttosto travagliata e rimangono a tutt'oggi in larga parte oscuri i legami con gli altri passeriformi. Di volta in volta la specie è stata ascritta a Prionopidae, Cracticidae, Artamidae e Corvidae: attualmente, essa occupa una propria famiglia monotipica, con affinità con Aegithinidae e forse anche coi già citati Prionopidae: alcuni ne auspicherebbero invece l'accorpamento ai Tephrodornithidae.